# Эсселенский язык
Эсселенский язык (эсселен) (самоназвание: Huelel) — изолированный язык, на котором говорило племя эсселенов на центральном побережье Калифорнии к югу от нынешнего города Монтерей.
Эсселенский язык — возможно, первый из калифорнийских языков, исчезнувший сразу после контакта с европейцами (испанцами). Сохранились немногочисленные документальные свидетельства — краткие списки слов, собранные миссионерами, и позднее — исследователями в XIX веке. С большой вероятностью, язык не дожил до XX век., однако дополнительные сведения о языке собрал Джон Пибоди Харрингтон в 1930-е гг. среди носителей языка олони (Mithun 1999:411-413).
В 1913 году была высказана гипотеза о включении эсселенского языка в хоканскую макросемью. Тем не менее, само существование хоканской семьи до сих пор остаётся под вопросом.